# Simulium mysterium
Simulium mysterium är en tvåvingeart som beskrevs av Adler, Currie och Wood 2004. Simulium mysterium ingår i släktet Simulium och familjen knott.
Artens utbredningsområde är Kalifornien. Inga underarter finns listade i Catalogue of Life.